# MC Mystic Man
MC Mystic Man ist ein britischer Rapper.
Mitte der 1990er Jahre unterstützte er DJ Steve Mason bei einigen Specials seiner Radiosendung „The Steve Mason Experience“ auf dem britischen Soldatensender BFBS mit Rap- und Ragga-Einlagen zur elektronischen Tanzmusik. Schließlich gab es einige Live-Auftritte als Duo in deutschen Diskotheken.
Die deutsche Band Scooter verewigte ihn 1994 in ihrem Titel Hyper Hyper, als einzigen Nicht-DJ, im Text des Songs.